# Túumben Paax
Túumben Paax (del maya 'música nueva') es un sexteto vocal femenino mexicano conformado por las sopranos Lucía Olmos, Lorena Barranco, Carmen Contreras y las mezzosopranos Itzel Servín, Julietta Beas y Mitzy Chávez. Está dirigido por Rodrigo Cadet. Fundado en 2006 por Lucía Olmos, se especializan en el repertorio coral contemporáneo y en la vinculación de la composición vocal con el proceso creativo de la interpretación de obras.

## Historia
La soprano Lucía Olmos fundó Túumben Paax en 2006 con la intención de promover la composición vocal de compositores contemporáneos, especialmente de creadores mexicanos y latinoamericanos. Desde el principio fue conformado por cantantes destacadas de distintas instituciones musicales de México.
Ha sido dirigido por Arturo Valenzuela, Samuel Pascoe, Jorge Córdoba y Jorge Cózatl.

## Integrantes
- Lucía Olmos, soprano
- Lorena Barranco soprano
- Marcela Robles, soprano
- Julietta Beas, mezzosoprano
- Itzel Servín, mezzosoprano
- Mitzy Chávez , mezzosoprano
- Rodrigo Cadet, director artístico

## Trayectoria y estilo
Debido a que es una agrupación vocal que no se dedica al repertorio tradicional, sino que ha sido plataforma para nuevas obras, han estrenado unas 40 obras compuestas para la agrupación, tanto por compositores mexicanos como extranjeros.
Han recibido becas institucionales de CONACULTA, FONCA, INBA, Ibermúsicas. También han dado conciertos en distintos festivales, como el Foro Internacional de Música Nueva 'Manuel Enríquez', los Encuentros Internacionales e Iberoamericano de Mujeres en el Arte, el Festival Internacional Discantus en Puebla, el Festival Camaríssima, el Festival Internacional de Música de Sabadell, en España, entre otros más.
Túumben Paax se caracteriza por la flexibilidad de técnicas que utiliza para las interpretaciones, por las características de la música de los compositores contemporáneos. Al respecto, Lucía Olmos señala:

En el caso de los grupos vocales, creo que la música contemporánea exige cierto tipo de flexibilidad vocal. Una de las ventajas es que todas las integrantes del sexteto somos profesionales, todas tenemos la carrera de canto en diferentes escuelas, lo que nos permite tener un dominio de la técnica. La música contemporánea, no toda, exige a veces técnicas extendidas, voz hablada, hacer efectos y cosas por el estilo que sí requieren de una preparación especial.
Lucía Olmos

### Obras destacadas

#### Marea Roja
Ópera en un acto compuesta por Diana Syrse, con libreto de Alejandro Román, dirección musical de Jorge Cózatl y dirección escénica de Óscar Tapia. Está compuesta para sexteto vocal femenino, y narra la historia de tres feminicidios ocurridos en tres entidades federativas de México, Veracruz, Guerrero y Michoacán; el de Nadia Vera, Kassandra Bravo y Blanca Montiel.
La obra se estrenó en el Teatro de las Artes del Centro Nacional de las Artes, el 20 de agosto de 2016.

## Premios
- Embajador de la Federación Internacional para la Música coral, 2014.[5][6]
- Medalla de oro. Concurso de Ensambles Vocales, Fukushima, 2013.[5]
- Medalla de oro en la categoría de Música Contemporánea, y premio al Mejor Coro en el Festival Internacional de Coros de Florencia 2012, en Italia.[7]

## Discografía

### Solista
- Ríos de evolución, 2010. Disco creado con el apoyo del Fondo Nacional para la Cultura y las Artes. Hikari Studios. Con obras de Hebert Vázquez, Jorge Córdoba, Diana Syrse, Francisco Cortés Álvarez, Sabina Covarrubias, Federico Gonzáles, Rodrigo Valdez, Ignacio Baca Lobera, Georgina Derbez y Gabriela Ortiz.[8]
- Mousai, 2016. Obras de la compositora María Granillo. Urtext.[9]

### En colaboración
- 68 modelo para sonar, 2011. En conmemoración al movimiento estudiantil de 1968, producido por la UNAM.[10]
- Colección Cor-atl México, 2012. Álbum que compila la actividad coral mexicana.